# 카세그레인식 반사경
카세그레인식 반사경(영어: Cassegrain reflector), 또는 카스그랭식 반사경(프랑스어: Réflecteur de type Cassegrain)은 프랑스의 천문학자 로랑 카스그랭이 발명한 망원경으로 주로 천문학에서 많이 사용되고 있다.

## 설명
카세그레인 반사경은 1차 오목 거울과 2차 볼록거울의 조합으로 주로 광학망원경과 무선 안테나에 사용되며 주요 특징은 광학 체계의 1차 거울 입구 개구에 비해 광 경로가 다시 접힌다는 것이다. 이 디자인은 초점을 1차 미러 뒤의 편리한 위치에 배치하고 볼록한 2차 시스템은 망원 효과를 더해 기계적으로 짧은 시스템에서 훨씬 더 긴 초점 거리를 만든다. 대칭 카세그레인에서 두 거울은 모두 광축을 중심으로 정렬되어 있으며 주 거울은 보통 중앙에 구멍을 포함하고 있으므로 빛이 접안렌즈, 카메라 또는 이미지 센서에 도달할 수 있다. 또는 많은 전파망원경에서와 같이 최종 초점은 1차측 앞에 있을 수도 있다. 비대칭 카세그레인 반사경에서는 주경이 가려지지 않도록 또는 주경(또는 양쪽)에 구멍이 필요하지 않도록 미러를 기울일 수 있다. 기존의 카세그레인 구성에서는 포물선 반사경을 기본으로 사용하고 보조 미러는 쌍곡선이다. 현대적인 변형 모델은 성능 향상을 위해 쌍곡선 1차(예: 리치-크레티엔 디자인)를 사용할 수 있으며 제조의 용이성을 위해 거울은 구형 또는 타원형일 수 있다. 카세그레인 반사경의 이름은 1672년 4월 25일자 저널 데사반스에 등장한 반사 망원경 디자인의 이름을 따서 지어졌다. 볼록한 2차 거울을 사용한 유사한 디자인은 보나벤투라 카발리에리의 1632년작에 불타는 거울을 묘사한 글과 마린 메르센의 1636년작에 망원경 디자인을 묘사한 글에서 발견되었다. 반사 망원경을 만들기 위한 제임스 그레고리의 1662년 시도는 그의 실험에서 발견된 볼록한 2차 거울로 판단할 때 카세그레인 형상을 포함했다. 카세그레인 설계는 투석 체계에서도 그대로 사용된다.

## 같이 보기
- 망원경
- 천문학